# Каголь, Маргерита
Маргерита (Мара) Каголь (итал. Margherita (Mara) Cagol; 8 апреля 1945, Тренто — 5 июня 1975, Мелаццо) — итальянская революционерка, террористка, организатор и «исторический лидер» «Красных бригад». Жена Ренато Курчо. Убита в перестрелке с карабинерами.

## Биография
Маргерита Каголь родилась 8 апреля 1945 года в семье Карло и Эльзы Каголь, имела двух старших сестёр — Милену и Лучию. В юности отличалась религиозностью, не пропускала воскресных богослужений и обходила окрестности, помогая старикам. 
В 1964 году получила квалификацию бухгалтера и поступила на социологический факультет университета Тренто, который окончила в 1969 году.
Участвовала в студенческом движении и познакомилась с Ренато Курчо в редакции издания Lavoro («Труд»). 
1 августа 1969 года вышла замуж за Ренато Курчо с соблюдением смешанного религиозного и светского обряда — Курчо не был католиком (семью она известила о своей свадьбе лишь несколькими днями ранее). Молодожёны сразу уехали в Милан, где Мара сотрудничала в Базовом едином комитете (Comitato unitario di base), занимаясь рабочим движением на предприятиях Pirelli, Alfa Romeo, IBM и других, а также участвовала в создании Городского политического коллектива (Collettivo politico metropolitano). 
К лету 1970 года вместе с Альберто Франческини и Ренато Курчо Мара Каголь основала ультралевую террористическую группировку «Красные бригады», название которой сама и предложила. 
17 сентября 1970 года она с девятью соучастниками осуществила первую акцию: сожжение машины руководителя компании Sit-Siemens (ныне Italtel) Джузеппе Леони. 
В начале 1971 года Маргерита забеременела, но на шестом месяце из-за несчастного случая потеряла ребёнка. В том же году была арестована за участие в акции по самовольному вселению в дома миланского района Quarto Oggiaro — пять дней в тюрьме San Vittore стали её единственным тюремным заключением. 
В 1973 году вместе с Курчо переехала в Турин и участвовала в похищениях профсоюзного активиста Бруно Лабате (Bruno Labate), менеджера Alfa Romeo Микеле Минкуцци (Michele Mincuzzi) и директора по кадрам Fiat Mirafiori Этторе Америо (Ettore Amerio). При похищении судьи Марио Сосси бригадисты Франческини и Бертолацци по ошибке обстреляли машину Маргериты Каголь, приняв её за полицию (её спас портфель судьи на заднем сиденье). 
18 февраля 1975 года Мара организовала нападение на тюрьму Casale Monferrato и освободила содержавшегося там Ренато Курчо.

## Гибель
4 июня 1975 года группа бригадистов во главе с Марой Каголь похитила с целью получения выкупа предпринимателя Витторио Валларино Ганча (Vittorio Vallarino Gancia) и увезла его на расположенную неподалёку ферму Спьотта д’Ардзелло (Spiotta d’Arzello), где находилась база группировки. 
Операция поиска, организованная генералом Далла Кьеза, привела к появлению на ферме в двенадцатом часу дня 5 июня 1975 года патруля карабинеров в составе лейтенанта Умберто Рокка, фельдфебеля Розарио Каттафи, ефрейторов Пьетро Барбериса и Джованни Д’Альфонсо. Рокка и Д’Альфонсо подошли к двери, постучали, затем увидели в окне женщину и попросили её выйти к ним. После этого к двери подошёл также Каттафи и позвал доктора Карузо, имя которого значилось на табличке. Из дома вышел мужчина тридцати лет и вступил с карабинерами в перепалку, затем неожиданно выхватил из-за спины ручную гранату и бросил её, вырвав зубами чеку. Полицейские бросились на землю, после взрыва Каттафи увидел выбежавших из дома мужчину и женщину, оба стреляли. Все трое карабинеров были ранены. Остававшийся неподалёку Барберис услышал выстрелы и увидел отъехавшие от дома две легковые машины — Fiat 127 и Fiat 128. Сидевшие в них люди продолжали стрелять, но не смогли сразу прорваться на дорогу, заблокированную машиной карабинеров, и началась перестрелка с применением ручных гранат. 

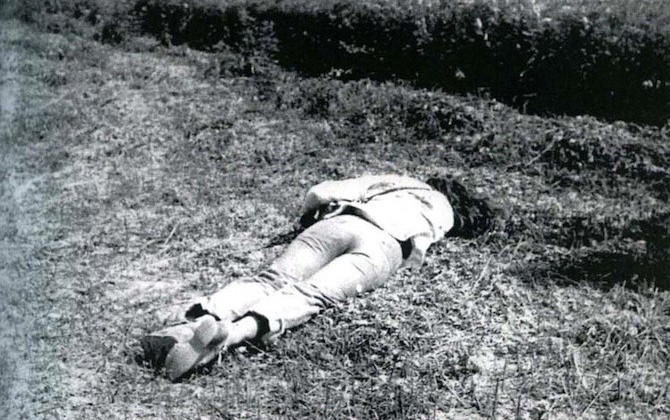
Тело Маргериты Каголь после перестрелки с полицией.

Результатом всей операции стало: освобождение заложника, побег двух бригадистов, гибель Мары Каголь на месте и тяжёлые ранения троих карабинеров. Лейтенант Рокка потерял левую руку и левый глаз, Д’Альфонсо умер в больнице 11 июня, после 87 часов агонии, оставив троих детей в возрасте двух, одиннадцати и тринадцати лет. Около пяти часов дня 6 июня старшие сёстры, не видевшие Маргериту последние пять лет, опознали её тело. На вскрытии обнаружены три раны, только последняя из них была смертельной. 
Красные бригады позднее утверждали, что карабинеры сознательно добили раненую Мару, хотя имели возможность захватить её живой. Установлено, что смертельное ранение нанёс Барберис — пуля пробила лёгкое, Маргарита Каголь умерла через полчаса, захлебнувшись кровью. Тело было выдано родным и под охраной карабинеров доставлено в Тренто. 
Утром, на следующий день после перестрелки, неизвестный оставил букет алых роз на том месте, где умерла Мара. Потом ежегодно 5 июня букет роз появлялся у фермы Спьотта в течение многих лет.
Похороны Каголь состоялись утром 7 июня 1975 года.

## Мара Каголь как явление культуры
- Умберто Эко в интервью Алессандре Фаджоли для Lettera Internazionale (2003 год) сказал, что упомянул в своём романе «Имя розы» жену ересиарха Дольчино только потому, что её звали Маргаритой и она погибла при обстоятельствах, более или менее аналогичных обстоятельствам смерти Маргариты Каголь. Поскольку Эко писал роман во времена, когда гибель Мары была ещё недавним ярким событием, он не удержался от искушения создать в глазах читателя очевидную аллюзию[2].
- Судьбе Мары Каголь посвящён роман Нанни Баллестрини La violenza illustrata («Иллюстрированное насилие», 1976) и графический роман Паоло Косси La storia di Mara («История Мары», 2006), а также несколько произведений современной музыки[3]:
- Итальянская рок-группа Yo Yo Mundi в 1994 году записала песню Chi ha portato quei fiori per Mara Cagol? («Кто принёс те цветы Маре Каголь?»)
- Итальянский автор-исполнитель Moltheni в начале своего альбома Splendore terrore (2004) поместил инструментальную композицию Gli occhi di Mara Cagol («Глаза Мары Каголь»).
- Российская панк-рок группа «Панк-фракция Красных Бригад» в марте 2014 года представила дебютный альбом «Песни для Маргериты Каголь»[4].